# Bolitoglossa tica
Bolitoglossa tica es una especie de salamandras en la familia Plethodontidae.

## Distribución geográfica y hábitat
Es endémica de Costa Rica.

## Estado de conservación
Se encuentra ligeramente amenazada por la pérdida de su hábitat natural.